# 朔方节度使
朔方節度使，又称灵武節度使、灵州節度使，是唐朝在今中国西北地区为防御后突厥汗国等游牧民族所设置的節度使，治所在灵州（今宁夏吴忠西北古城镇），天宝十节度使之一。属于唐朝关内道，南部辖区与关中接壤，北部辖区尽唐之北境。
朔方節度使辖地民族众多，统兵6.4万，管辖范围包括今宁夏全境、内蒙古中西部、陕西中北部、山西北部、河北北部、甘肃陇西的部分地区。朔方節度使依托银川平原和河套平原的引黄河灌溉区，成为唐朝军屯最发达的军镇，军屯数量占唐朝军屯总数的1/4。
管辖驻扎在阴山-贺兰山一线的三受降城、丰安军、定远军在内的河外五城（在黄河沿岸附近修建），唐玄宗开元九年（721年）后管辖安北都护府、单于都护府两个都护府，负责防御后突厥汗国。同时起到分隔内附唐朝于河套地区的突厥、铁勒、回鹘等部族和漠北、漠南草原游牧汗国的作用。
拥立唐肃宗和平定安史之乱的重要力量，所谓“朔方天下劲兵，灵州用武之处“，这支朔方军中除汉族外，还有不少其他部族的士兵和将领，这是由汉族与少数民族组成的强悍的北部边塞地区的边防军，负责辖区内唐王朝与回鹘、铁勒、突厥、沙陀、薛延陀、吐蕃等部族的军事活动和外交。
北宋真宗咸平五年（1002年），朔方節度治所灵州被李继迁攻克。咸平六年（1003年），吐蕃六谷部首领潘罗支请求和宋朝一起收复灵州，被加为朔方节度使，最终被李继迁所灭。

## 地理位置
朔方节度使的治所设在灵州，有三条驿道通往长安。灵州号称“关中之屏障，河、陇之咽喉”，西以黄河为天堑，外圍以贺兰山为依托，北由东、中、西三受降城层层拱卫，辖地尽唐界，南由萧关、木峡关、驿藏关等九关守卫直通关中的回中道。
朔方军地处西北交通要道，是北方诸族与唐朝政治交往的交通枢纽，“用以防御北方，士马强盛，甲于诸侯”。遍布河陇地区的四使、诸监、八马坊的大量马匹，是维持强大骑兵和巩固边疆的重要战略保障，盐州众多盐池出产的优质食盐为朔方军的发展壮大提供了雄厚的财力支持。朔方节度使区经过历代持续不断的开发与经营，仅灵州所在的银川平原就有良田数万亩，建有艾山渠、薄骨律渠、千金陂和汉渠等众多灌溉渠道。“凡天下诸军州管屯总九百九十二”，朔方军独占二百四十七屯。
安史之乱爆发以前，兵强马壮、地利丰厚的朔方军是唐朝控御北方诸族和维护边疆稳定的坚强柱石，战略地位举足轻重，唐朝派重要官吏甚至是亲王、郡王担任朔方节度使。安史之乱后，担任过朔方节度大使的太子李亨（亲王任朔方节度使称为朔方节度大使，并不出阁），凭借郭子仪、李光弼等朔方军将领平定了安史之乱后的乱局。

## 历史

### 设立背景
南北朝、北周时期设有灵州镇城大都督，节制地方军事。
唐高宗调露元年以来的突厥降户大规模叛乱和后突厥汗国的兴起扰乱了唐朝原有的御边体系，单于都护府和镇北都护府已基本丧失控御与管理北方诸族的能力，唐朝被迫采用惯行的行军征讨制度进行应对。
唐高祖武德五年（622年），唐王朝与东突厥爆发灵州之战，东突厥派郁射设进驻五原故地，梁师都之堂弟梁洛仁所引的数万突厥兵进一步包围灵州。灵州总管李道宗（唐太宗李世民堂弟）据城固守，乘隙出击，大败东突厥军。并将突厥郁射设赶出五原（今陕西定边），为唐朝向北开拓疆土千余里，因战功被封为任城郡王时只有22岁。武德八年（625年）八月，东突厥再次袭扰灵州，又被李道宗击败。武德中期规定，管辖10州以上都督府，称为大都督府，灵州即为灵州大都督府。
武德九年（626年），秦王李世民发动玄武门之变，即位为唐太宗，改元贞观。与此同时，东突厥重新崛起，屡次犯边，成为唐朝的一大威胁。贞观元年（626），唐太宗拜李道宗为灵州大都督，具有很大的军事自主权。贞观二年（628），唐太宗将其他大都督府的“大”字去掉，仅留下朔方大总管府。
李道宗经略灵州，治军有方，先后参与对吐谷浑、突厥、薛延陀的远征，并逐一攻灭，手下军队为后来朔方军的前身。灵州大都督府这一建制一直保留到西夏时期。
武则天延载元年(694年)，为征讨后突厥汗国可汗默啜的入侵大军，唐朝设置了朔方军的前身——朔方道行军大总管。
中宗景龙二年（708年），朔方道大总管张仁愿率军夺取漠南并沿黄河北岸阴山南麓筑三受降城，加强防御，首尾相应，断绝突厥南寇之路。他仅用两月时间，筑好三城。

### 常设节度使
此后，突厥势力在漠北的复兴和壮大使唐朝不得不对原有的御边体系做出调整，将临时出征的朔方道行军大总管变为长期镇守的朔方军。
开元九年（721年），唐玄宗在镇压六胡州（宁夏东北部、内蒙古鄂尔多斯高原和毛乌素沙地一带）地区的康待宾起义后，正式设置朔方节度使，令兵部尚书张说担任首任朔方节度使，巡视河外五城：“置朔方军节度使，领单于大都护府，夏、盐、绥、银、丰、胜六州，定远、丰安二军，东、中、西三受降城”。此举正式拉开了朔方军历史的序幕，使其成为镇守唐朝北部边疆、维护西北地区安全与稳定的重要支柱。
此后，唐朝为应对持续不断的北部边疆威胁而不断扩大朔方军的地盘、实力和职权。鲁、丽、契、泾、原、宁、庆、陇、鄜、坊、丹、延、会、宥、麟十五州和经略军先后划归朔方军统辖，其中军府7个，有经略军、丰安军、定远军、西受降城、东受降城、安北都护府、振武军，关内支度营田使、关内盐池使、检校浑部落使、押诸蕃部落使、闲厩、宫苑、监牧使、关内道采访处置使和六城水运使等职也先后由朔方节度使兼领。“朔方，国之北门，西御犬戎，北虞猃狁，五城相去三千余里。开元、天宝中，战士十万，战马三万，才敌一隅。”

### 安史之乱

#### 前期
天宝十四载十一月甲子，身兼范阳、平卢、河东三镇节度使的安禄山率兵十五万在范阳公开起兵反唐。
天宝十四载（755年）十二月，唐朝朔方节度使郭子仪发动郭子仪击叛军之战，率军击败安禄山大同军使高秀岩部。朔方军左兵马使李光弼、右兵马使高睿、朔方军左武锋使仆固怀恩、右武锋使浑释之等率部迎战，大败薛忠义大军，坑杀燕军骑兵七千人，斩杀叛将周万顷。此役收复山西北部和中部的静边军（今山西右玉县）、马邑郡（今山西朔州市）、东陉关（今山西代县东），打通了朔方军与河东唐军的联系。这是安禄山叛乱以来唐军军事上最早取得的大胜利，它不仅给各地抗敌军民以很大鼓舞，也为其后李光弼能东出井陉，入河北，扫清了障碍。
天宝十五载（756年），叛军攻破常山郡（今河北正定），占领河北全境。这时，朔方军左兵马使李光弼自太原东进攻打常山，攻克了常山。而朔方节度使郭子仪率军出井陉关，与李光弼一同击破史思明数万军队，平定藁城。又南攻赵郡（今河北赵县），俘获敌军四千人，斩杀叛军任命的伪太守郭献璆，回军常山。
郭子仪返回常山，史思明又集结数万兵马尾随其后，郭子仪乘敌军疲惫之机，又在沙河击破敌军，于是前往常阳驻守。安禄山添加兵力增援史思明。两军再战，唐军与叛军交战中，郭子仪杀敌方一步将并宣示己方众将士，将士们殊死战斗，于是击破敌军，斩首两千级，俘虏五百人，俘获五百马匹。于是郭子仪白天带兵征战，晚上袭扰敌方堡垒，敌军不得休息，士气衰弱。与朔方军将领李光弼、仆固怀恩、浑释之、陈回光等在嘉山击破敌军，斩首四万级，获得数万匹马。史思明逃往博陵。

#### 灵州登基
郭子仪正欲北征范阳，此时哥舒翰在潼关战败，唐玄宗入蜀，太子李亨北出萧关，在灵州登基，改元至德。七月，下诏朔方军班师。于是郭子仪与李光弼率军队五万由河北出发，经北道河套草原赶赴灵州朔方军本部。设兵马大元帅府于灵州大都督府。
至德元载(756)正月,安禄山在洛阳称大燕皇帝。
至德二载（757年）正月，叛军史思明、蔡希德等发兵十万进攻太原，并企图占领太原后，由北道河套平原进兵，夺取朔方军本部灵州。太原之战中，李光弼带朔方军主动出击，斩杀7万叛军。

#### 唐收复两京之战
至德二载（757年）二月，元帅府行军长史李泌认为叛军势力处于优势，主张派李光弼自太原出井陉，牵制河北的史思明、安忠志；派郭子仪从冯翊入河东，使安守忠、田干真不敢离开长安；肃宗亲自所征召的军兵进攻扶风，与郭子仪、李光弼轮番出击，叛军首尾不得相顾，往来数千里，疲于奔命，官军以逸待劳，等到明年春天，再直取范阳，大军四合，歼灭中原叛军，就可彻底平定叛乱。唐肃宗采纳之。
至德二载二月肃宗进驻凤翔，唐收复两京之战开始。郭子仪收复河东。此时，陇右、河西、安西、西域等地的军队已陆续会齐，从江淮征发的物资粮草也已运到汉中。燕军内部发生分裂，安庆绪杀其父安禄山，在洛阳自立为帝。
四月，任命郭子仪为天下兵马副元帅，负责平定叛乱、收复两京。五月，郭子仪率军进攻长安，在长安城西清渠被安军步骑军夹击，败退武功县。唐军经过四个多月的准备后，九月十二日，兵马元帅广平王李俶、副元帅郭子仪率兵十五万，并借回纥兵骑四千，再攻长安。九月二十七日，唐军抵达长安西，在香积寺之战，与十万燕军展开激战。安军大败，被歼六万余人，唐军于九月二十八日收复首都西京长安。
十月十五日，郭子仪所部与燕军在陕郡城西新店之战。郭子仪从正面进攻失利。回纥骑兵袭击燕军侧后，郭子仪乘机率部夹击，燕军大败。安庆舍弃洛阳逃往邺城。左武锋使仆固怀恩的建议乘胜追击，但未获采纳，使得安庆绪重新聚集了十余万的兵力，延长了叛乱时间。十月十八日，唐军收复东都洛阳。
乾元元年（758年）九月，唐肃宗李亨命朔方节度使郭子仪、河东节度使李光弼等九节度使十万大军讨伐安禄山之子安庆绪。但是，出于对朔方军的防备，唐肃宗李亨派遣宦官鱼朝恩来制衡李光弼等人，表明对朔方军的猜忌和牵制，已经开始。乾元二年（759年）七月，唐肃宗夺剥夺郭子仪兵权，命李光弼接替郭子仪任朔方节度使、天下兵马副元帅，率五百亲兵赴洛阳，统帅朔方军。
乾元二年（759年）春，杜甫在《洗兵马》一诗中对朔方军的平叛之功给予了高度评价：“中兴诸将收山东，捷书夜报清昼同。河广传闻一苇过，胡危命在破竹中。只残邺城不日得，独任朔方无限功。”

### 分割为京西北八镇
唐代先后历任朔方节度使约70位，五代时期朔方节度使约为14位。加上早期职权约等于节度使的朔方道行军大总管和朔方军大总管，朔方军统帅总计100多人。先后担任过宰相的朔方节度使就有姚崇、张说、王晙、萧嵩、李林甫、牛仙客、郭子仪、杜黄裳、杜鸿渐、李光弼、李怀光、仆固怀恩、浑瑊、崔宁、侯固、韩逊等16人。
安史之乱期间，肃宗就派遣宦官鱼朝恩作为朔方军监军，监视郭子仪、李光弼、仆固怀恩等朔方军将领。安史之乱平叛后，唐代宗即位，先夺郭子仪兵权，命他督造肃宗陵墓。李光弼因鱼朝恩等人谗言，郁愤不得志，逝世于徐州。关中的防御之责也逐渐被宦官鱼朝恩的神策军所替代。作为禁卫军的神策军日益势大，析置后的朔方军却无足够的兵力抵御吐蕃。
郭子仪晚年在《论吐蕃书》中，提到朔方军兵力耗损：“朔方国之北门，西御犬戎，北虞猃狁，五城相去，三千馀里。开元、天宝中，战士十万，战马三万，才敌一隅。自先皇龙飞灵武，战士从陛下收复两京，东西南北，曾无宁岁。”对兵力现状和国防压力表示担忧：“（朔方军）人亡三分之二，比于天宝中，有十分之一。今吐蕃充斥，势强十倍，兼河陇之地，杂羌浑之众，每岁来寇近郊。以朔方减十倍之军，当吐蕃加十倍之骑，欲求制胜，岂易为力？近入内地称四节度，每将盈万，每贼兼乘数四，臣所统将士，不当贼四分之一，所有征马，不当贼百分之二，诚合固守，不宜于战。”尽管如此，郭子仪仍受到猜忌的现实：“臣若坚壁，恐犯畿甸；若过畿内，则国人大恐，诸道易摇。外有吐蕃之强，中多易摇之众，外畏内惧，将何以安？”
德宗一朝，朔方军兵力又受到压缩，德宗贞元八年，将距朔方节度使治所灵州180里的定远军转隶于左神策军。
历经唐肃宗、唐代宗、唐德宗三朝的打压和析置，将朔方军分割为朔方节度使（即灵盐节度使）、振武军、夏绥（定难军）、凤翔、邠宁、泾原、天德军和鄜坊等8个较小的节度使或防御使，称为京西北八镇或八道节度。
- 灵盐节度使（被析置后的朔方节度使，辖地大大减小）
- 振武军節度使
- 夏绥節度使（定难军）
- 凤翔節度使
- 邠宁節度使
- 涇原節度使
- 天德军防御使
- 鄜坊節度使

### 抗击吐蕃
- 唐蕃战争

安史之乱之后，朔方军兵力被严重分割。终唐代宗之世，吐蕃军队每年秋季都要骚扰攻击唐朝，京城每次都要戒严，称之为“防秋”。
广德二年（764年），仆固怀恩引吐蕃攻邠州。永泰元年（765年），联合回纥入侵，回纥军被郭子仪劝退且反击吐蕃军。大历元年（766年），吐蕃攻打原州。大历二年（767年）春，代宗派宦官鱼朝恩和吐蕃清水会盟，但协议失败。九月，吐蕃攻打灵州，郭子仪、路嗣恭率军防守。大历三年（768年），吐蕃攻邠州、灵州，马璘、李抱玉、白元光、李晟率军抵御。宰相元载建议，郭子仪的朔方军镇守邠州，马璘率领安西四镇军镇守泾州。
大历四年（769年），吐蕃攻灵州，留后常谦光击退。大历五年（769年），吐蕃攻永寿。大历六年（771年），吐蕃攻青石岭。大历七年（772年），吐蕃攻灵州。大历八年（773年），吐蕃攻灵州，浑瑊败于宜禄，马璘败于盐仓，段秀实坚守邠州。之后，郭子仪检讨了责任，浑瑊、马璘在百城、潘原截获了吐蕃掠夺的辎重。 
大历十年（775年），吐蕃攻陇州、泾州，马璘和刚刚入朝的幽州节度使朱泚率兵抵御。大历十一年（776年），吐蕃攻石门镇。大历十二年（777年），吐蕃攻原州、坊州、盐州、夏州，郭子仪派李怀光抵御。大历十三年（778年），吐蕃大将马重英攻灵州、庆州、盐州、银州、泾州。
贞元九年（793年）793年二月，灵州大都督、朔方节度使杜希全重新修筑被吐蕃毁坏的盐州城。他上奏言到：“盐州据要会，为塞保障，自平凉背盟，城陷于虏，于是灵武势悬，廊坊单逼，为边深患，请复城盐州。”盐州的重筑十分不易，“前筑盐州，凡兴师七万” ，有大量唐军参与外围阻滞吐蕃的军事行动，“盐州之役，诸军蕃戎尽知之……蕃戎来寇，寇则战，战则无暇城矣。”白居易有《城盐州》一诗记之。五月，盐州重新修筑完成，起到一定的战略作用，但无力扭转唐朝末年唐军对吐蕃的颓势。
唐朝军队疲于应付吐蕃的扰边，无力处理安史之乱的善后，导致了河北三镇的作大，藩镇割据的形成。

## 兵力及布防
朔方军军队总计64700人，骑兵军队约14000人。朔方军弩兵至少有10000人。此外还有盐州八马坊、夏州、白马坊、银川监（银州）和六胡州（鄂尔多斯高原）的大量马匹。
朔方军军力在郭子仪任朔方节度使时期达到顶峰，唐德宗于大历十四年将朔方军辖地划分为三，引发朔方军内讧。

### 直辖七军府
《新唐书·兵志》：“唐初，兵之戍边者，大曰军，小曰守捉，曰城， 曰镇，而总之者曰道。”开元二十一年(705年)，唐玄宗整顿边军，朔方军直辖7军府，布防及人数如下表。下辖的其他军、城兵马未有计入。
| 开元二十一年(705年)朔方军直辖7军府布防情况 |            |       |      |                                              |                          |
| 名称                                       | 军名       | 兵力  | 马匹 | 古地名                                       | 今地名                   |
| 朔方军7军府                                | 经略军     | 20700 | 3000 | 经略军，理灵州城内（注：不是范阳道的经略军） | 宁夏吴忠市西北           |
| 朔方军7军府                                | 丰安军     | 8000  | 1300 | 丰安军城                                     | 宁夏中宁县石空镇         |
| 朔方军7军府                                | 定远军     | 7000  | 3000 | 定远军城                                     | 宁夏平罗县               |
| 朔方军7军府                                | 东受降城   | 7000  | 1700 | 东受降城                                     | 内蒙古呼和浩特市大青山南 |
| 朔方军7军府                                | 西受降城   | 7000  | 1700 | 西受降城                                     | 内蒙古巴彦淖尔市         |
| 朔方军7军府                                | 安北都护府 | 6000  | 2000 | 安北都护府治，在中受降城黄河北岸             | 内蒙古包头市内           |
| 朔方军7军府                                | 振武军     | 9000  | 1600 | 单于东都护府城内                             | 内蒙古和林格尔县         |

朔方节度使下辖的其他军、城有：新昌军（约今宁夏永宁县临河镇附近）、天柱军（今陕西横山县西北）、丰宁城、保宁城。
丰安军（今宁夏中宁县石空镇）附近还有信安郡王李祎任朔方节度使时修筑的羊马城，长约14里，用于畜牧。

### 军费
开元年间，朔方军军费200万匹每年，约占唐军野战军团开支的16.72%。

### 屯田
《唐六典·卷7·尚书工部·屯田郎中》：“凡天下诸军州管屯，总九百九十有二。”朔方节度使屯田占二百四十七屯，由隶属军队的“军置营田使”、“军置营田副使”和地方“道置屯田使”、“屯田使”管理。朔方军军屯总数约唐朝总军屯数的4分之一，是唐朝最富庶的军镇之一。
| 开元年间朔方军屯田列表 |              |        |            |                                  |
| \                      | 屯所名称     | 屯田数 | 治所       | 今地名                           |
| 开元年间朔方军屯田总计 | 陇右牧监北使 | 2      | 乌氏川     | 宁夏固原东南胭脂川               |
| 开元年间朔方军屯田总计 | 盐州监牧     | 4      | 盐州       | 陕西定边                         |
| 开元年间朔方军屯田总计 | 单于都护府   | 31     | 单于都护府 | 内蒙古和林格尔北                 |
| 开元年间朔方军屯田总计 | 丰安军       | 27     | 丰安军城   | 宁夏中宁石空镇                   |
| 开元年间朔方军屯田总计 | 定远军       | 40     | 定远军城   | 宁夏平罗县                       |
| 开元年间朔方军屯田总计 | 西受降城     | 25     | 西受降城   | 内蒙古巴彦淖尔市                 |
| 开元年间朔方军屯田总计 | 中受降城     | 41     | 中受降城   | 内蒙古包头市内                   |
| 开元年间朔方军屯田总计 | 东受降城     | 45     | 东受降城   | 内蒙古呼和浩特市                 |
| 开元年间朔方军屯田总计 | 胜州         | 14     | 胜州       | 内蒙古自治区准格尔旗东北十二连城 |
| 开元年间朔方军屯田总计 | 会州         | 5      | 会州、粟州 | 甘肃省靖远                       |
| 开元年间朔方军屯田总计 | 盐池         | 7      | 盐池       | 宁夏盐池县                       |
| 开元年间朔方军屯田总计 | 原州         | 4      | 原州       | 宁夏固原市                       |
| 开元年间朔方军屯田总计 | 夏州         | 2      | 夏州       | 陕西省靖边县北白城子             |

### 马政
《新唐书·兵志》云：“马者，兵之用也；监牧所以蕃马也，其制起于近世。”由于唐初战事频仍、马匹损失严重，永隆(680—681)年间，仅夏州一地即死失牧马18．496万匹。唐朝因为战争需要，十分重视马匹的饲养和放牧。
朔方节度使所在的河套地区又被称为“河曲丰旷之野”，水草丰美，土地平旷，十分利于牧马。
欧阳修在《论监牧》一文中，曾对唐朝马政地域分布描述说：唐世牧地，皆马性所宜。西起陇右、金城、平凉、天水，外暨河曲之野，内则岐、邠、宁、泾，东接银、夏，又东至於楼烦，皆唐养马之地也。朔方军辖区的四监、八马坊，位于原州、鄜州、邠州、岐州、邠州、宁州、泾州、银州、夏州、盐州等州，都是唐朝马政的核心地带。
唐太宗贞观十五年以前，唐朝监牧以原州（今宁夏固原市）为中心，以原州刺史为都监牧使，下管东、西、南、北四个监牧使，称为四监。诸使共有五十监。其中监牧南使管十八监；监牧西使管十六监；监牧北使管七监；监牧东宫使管九监。。
贞观二十年(646年)十月，唐太宗李世民来到六盘山原州的瓦亭关（今宁夏固原市泾源县大湾乡瓦亭村）视察马政，进而北上灵州，举行与草原部族的灵州会盟。
唐高宗李治麟德（664年正月—665年十二月）时期以后，“更析八监”时期，在朔方节度使境内增设盐州八监。
唐玄宗开元初，原州（今宁夏固原市）划归朔方节度使，其下辖诸监马匹归其管辖。开元初在朔方军南部岐、邠、宁、泾四州又新增八监，称为八马坊。
唐玄宗开元、天宝年间，朔方节度使开放西受降城，与草原各部族互市，金帛购买良种胡馬，如来自昭武九姓康国地区大宛马、来自突厥的突厥马，用以杂交培育，使得朔方军的马匹更加健壮。

## 初置時辖区
開元九年721年初辖：

### 灵州大都督府
- 灵州（节度使治所，今宁夏吴忠西北，都督诸军事）

### 七军府
- 灵州（辖经略军，今宁夏吴忠西北古城镇）
- 定遠軍（今宁夏平罗）
- 豐安軍（今宁夏中宁县石空镇）
- 東受降城
- 西受降城
- 中受降城
- 振武军（即单于都护府，今内蒙古和林格尔西北土城子）

### 六州[34]
- 夏州（今陕西靖边北）
- 盐州（今陕西定边）
- 绥州（今陕西绥德）
- 银州（今陕西榆林）
- 丰州（今内蒙古五原）
- 胜州（今内蒙古托克托）

開元十年（722年），朔方节度增领鲁州、丽州、契州三州（鄂尔多斯高原南，“六胡州”之三）。
- 鲁州
- 丽州
- 契州

## 兼關內采訪使後增領
開元二十二年（734年），朔方節度兼關內道採訪處置使，後改關內節度使，增領12州之地，与原来9州合计21州。天宝年间，又增邠州、丰州，共计23州。

### 開元二十二年（734年）增領
- 夏州（今陕西靖边北）
- 盐州（今陕西定边）
- 泾州（治今陕西泾川）
- 原州（治今宁夏固原，下辖安、乐二州）
- 宁州（治今甘肃宁县）
- 庆州（治今甘肃庆阳，下辖匡、长二州）
- 陇州
- 鄜州（治今陕西富县）
- 坊州（治今陕西黄陵）
- 丹州（治今陕西宜川）
- 延州
- 会州
- 宥州（治今内蒙古鄂托克旗）
- 麟州（治今陕西神木）

### 天宝年间增領
天宝元年（742年），朔方节度使增领邠州。
- 邠州（治今陕西彬县）

天宝十三年（754年），置丰州于九原，属朔方节度使。
- 丰州（今内蒙古五原）

## 京西北八镇
唐朝中后期安史之乱后，朔方军集团引发朝廷猜忌，历经唐肃宗、唐代宗、唐德宗三朝，先后3次分割其势力，先后共划分为8个较小节度使，称为京西北八镇，收归兵权于宦官集团的神策军。
这也弱化唐朝野战军队的整体力量，造成了唐蕃战争中唐的失利，以及五代-北宋时期西北地区军阀割据的现象，如从朔方节度使划分出的定难军节度使（即夏绥节度使）后来成为西夏。对东部诸节度使的放纵，使得河朔三镇实质上独立。
朔方节度使辖区經歷3次重劃：
- 乾元初（約759年），罷朔方節度使所兼關內節度使。从原朔方節度使辖地析出朔方節度使、邠寧節度使及振武節度使。因安史之乱后朔方军主力随郭子仪驻扎河中府（蒲州），邠寧節度使领蒲州，分得朔方军主力。
- 乾元三年（760年），分邠寧節度使设立渭北鄜坊丹延节度使，治坊州，即后来的鄜坊節度使。
- 乾元三年（760年）六月，朔方節度使辖地分岐州、陇州，设凤翔节度使。
- 大历三年768年，从邠寧節度使辖地析出置涇原節度使。
- 唐德宗贞元中（785—805年）从朔方節度使和振武節度使辖地析出夏绥节度使。
- 大曆十四年（779年）朔方節度使與邠寧節度使、振武節度使重新劃分，析出州府歸河中節度使。

以下是關內節度使廢罷前所領州府（存在約25年）。

### 朔方節度使

#### 第三次劃分后的朔方节度使
- 灵州（今宁夏吴忠西北古城镇），治所
- 盐州（今陕西定边）
- 夏州（今陕西靖边北）
- 丰州（今内蒙古五原）
- 西受降城
- 定遠軍
- 丰安軍
- 天德軍

### 邠寧節度使
- 邠州（今陕西彬县）
- 宁州（今甘肃宁县）
- 庆州（今甘肃庆阳）

### 涇原節度使
- 泾州（今甘肅泾川北）
- 原州（今宁夏固原）

### 鄜坊節度使
- 鄜州（今陕西富县）
- 坊州（今陕西黄陵）
- 丹州（今陕西宜川）
- 延州（今陕西省延安市東北）

### 振武節度使

#### 第一次劃分
- 麟州（今陕西神木市）
- 胜州（今内蒙古托克托）

#### 第二次劃分
- 北大都護府（今内蒙古和林格尔西北土城子）
- 银州（今陕西榆林）
- 绥州（今陕西绥德）
- 東受降城
- 中受降城

### 屬關內節度使
在上述兩次劃分中，沒有明確歸屬的州府：
- 宥州（今内蒙古鄂托克旗，應屬河中節度使）
- 會州（今甘肃省靖远县，后為吐蕃吞併）

## 前期指挥官
开元九年（721年）设置朔方节度使之前的唐朝朔方军指挥官。
延载元年年（694年）三月初一，武则天“更以僧怀义为朔方道行军大总管”，率“十八将军以讨默啜，未行，虏退而止。”这是朔方军正式出现的标志。有朔方军大总管、朔方道行军大总管等职。

### 朔方道行军大总管
- 李道宗武德五年（622年）任灵州总管，贞观元年（626年）至贞观三年（629年）任灵州大都督。
- 李靖（626-629）（兼灵州大都督、安州大都督）[36]
- 薛万彻（629-？）（灵州大都督，鲜卑族）[37]
- 李大亮（641-？）（武阳县公，右卫大将军）
- 薛怀义（694-695，朔方道行军大总管）
- 契苾明（与薛怀义同时，受薛指挥）
- 王孝杰（695年）
- 郭澄（696年前后，据《郭虚己墓志铭》）
- 魏元忠（701年）
- 宗楚客（704）
- 姚崇（704-705）

### 朔方道大总管
又称：朔方军大总管、灵武道大总管、灵武军大总管
- 裴思谅（705-706）左驍衛大將軍
- 沙吒忠义（706）右金吾卫将军，百济族
- 张仁愿（707年，朔方军总管，朔方军由镇军转变为常规镇守的正规军）
- 唐休璟（710-711年）
- 解琬（711-712年）
- 郭元振（712-713年）
- 解琬(712-713年)
- 赵彦昭（713-714年）
- 王晙（714-715年）
- 薛讷（715-716年）
- 王晙（716-720）
- 韦抗（720年）
- 王晙（720－721年）
- 王毛仲（721－722年）（朔方道防御讨击大使）

## 历代節度使
开元九年（721年）设置朔方节度使。
- 张说（722－723年）
- 王晙（723－727年）
- 李浚（727年）（即后来的唐肃宗李亨，忠王，朔方节度大使、单于大都护）
- 李祎（727－736年）
- 牛仙客（736－742年）
- 王忠嗣（742－746年）（朔方节度使、河东节度使、河西节度使、陇右节度使，节度4镇兵马。灵州大都督、左武卫大将军）
- 张齐丘（746－750年）
- 安思顺（750－751年）
- 李林甫（751－752年）遥领
- 李暐（知留后事，751－752年）
- 安思顺（752－755年）（朔方节度使、河西节度使、兼灵武郡太守、御史大夫，开府仪同三司。曾任户部尚书。突厥族）
- 郭子仪（755－759年）（灵武郡太守、灵武郡都督府长史、朔方节度副大使。其中：757年九月—759年三月，又兼任河西节度副大使）
- 李光弼（759年）朔方节度使，天下兵马副元帅
- 李国贞（761－762年）朔方、河中诸镇行营都统
- 郭子仪（762年）（朔方、河中、北庭、潞仪泽沁等州节度行营兼兴平、定国军兵马副元帅）
- 仆固怀恩（762－764年）曾任朔方节度副使
- 路嗣恭（765年—768年）（灵州大都督府长史、曾任朔方节度副使）
- 郭子仪（764－779年）（灵州大都督、单于镇北大都护、朔方节度大使，遥领）
- 郭晞（772年）开府仪同三司、朔方节度使
- 常谦光（768年—779年）
- 崔宁（779－781年）未任。
- 杜希全（779年—783年）
- 李怀光（781年－783年）未任。（曾授邠宁节度使、朔方节度使，天下兵马副元帅、检校太尉兼中书令，连城郡王。靺鞨人）
- 宁景璿（783年－784年）
- 浑瑊（784）（奉天行营兵马副元帅，咸宁郡王，检校司徒兼中书令，赠太师。铁勒人）
- 杜希全（784年—793年）（金吾大将军，灵州大都督，西受降城、灵、盐、相、夏节度营田等使）
- 李谅（794年—795年）遥领
- 李欒（794年—807年）
- 范希朝（807年—809年）（右金吾大将军，灵州大都督，检校司空，灵州长史，朔方灵盐节度使）
- 王佖（809年—813年）
- 阿跌光进（813－815年）
- 杜叔良（815－820年）
- 李听（820－822年）
- 李进诚（822年—826年）
- 李文悦（828－832年）
- 王晏平（832年—836年）
- 魏仲卿（836年）
- 李彦佐（843－845年）
- 何清朝（845年）
- 史宪忠（846－847年）（陇州刺史、泾原节度使、朔方节度使、振武节度使、金吾大将军。奚族人）
- 米暨（847年）
- 李钦（849年）
- 朱叔明（849年—851年）
- 田牟（851年—853年）
- 李彦佐（853年）
- 刘潼（853年—857年）
- 唐持（857年—859年）
- 李公度（咸通初年）
- 裴识（863年）
- 侯固（咸通中）
- 卢潘（869年）
- 胡某，常侍（咸通中）
- 唐弘夫（871年－881年）
- 李钧（874年）疑未任
- 李玄礼（中和年间）
- 韩某（光启至大顺年间）
- 韩遵（景福至光化年间）
- 韩逊（899年－914年）（兼领河西节度使）
- 韩洙（914年－928年）（兼领河西节度使）
- 韩璞（928年）（兼领河西节度使）
- 韩澄（929年）（兼领河西节度使）
- 康福（929年－932年）（兼领河西节度使）
- 张希崇（932年－939年）
- 张从宾（937年之前）
- 冯晖（939年－946年）
- 王令温（946年）
- 冯晖（946年－952年）
- 冯继业（952年－969年）
- 段思恭（969年－974年）
- 张全操（975年－976年）

## 延伸阅读
- 《新唐书·方镇表》
- 《旧唐书·地理志一》
- 《资治通鉴》
- 《古今图书集成》
- 《册府元龟》